# Nanzhuangtou
Nanzhuangtou (南莊頭遺址) 12600-11300 aEC va ser un jaciment neolític del riu Groc prop del Llac Baiyangdian al Comtat Xushui, Hebei, Xina. El jaciment fou descobert sota unes torberes. Més de quaranta-set peces de ceràmica foren descobertes al jaciment, fent de Nanzhuangtou el jaciment amb ceràmica més antiga descoberta fins ara en la Xina. Nanzhuangtou és també el primer jaciment neolític xinès del nord del país. Hi ha evidència que la gent de Nanzhuangtou domesticava als gossos. Lloses de pedra per moldre, corrons i artefactes d'os van ser descoberts també en el jaciment.